# 서울역 버스 환승센터

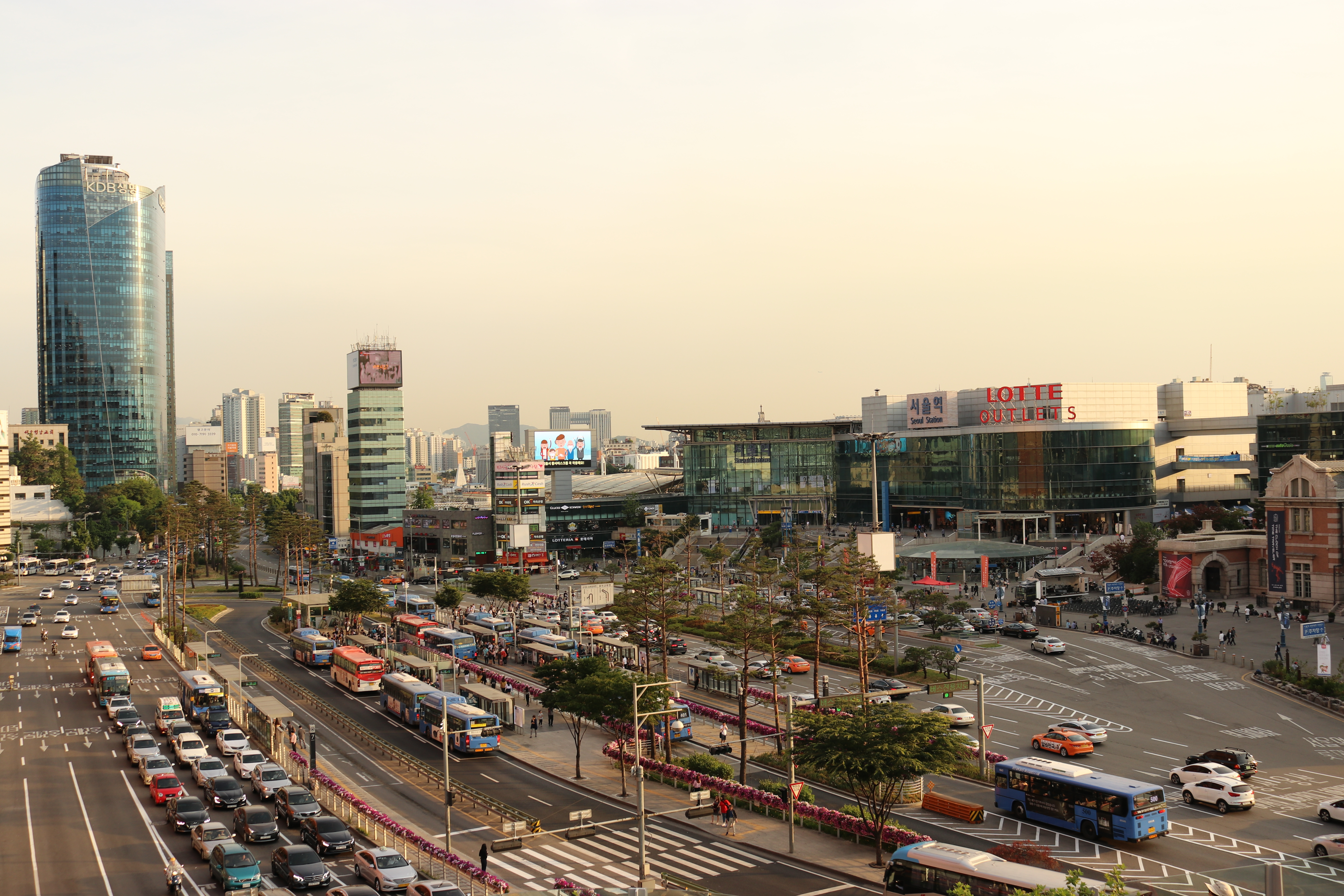
서울로 7017에서 바라본 모습

서울역 버스 환승센터는 서울역 앞에 있는 시내버스 환승센터다.

## 개요
그동안 서울역에는 버스정류장이 10여 곳에 흩어져 있어 시내버스에서 내린 후 기차나 지하철을 이용하려면 한참을 걸어가야 했고, 또한 횡단보도가 없어 지하보도를 이용해야 했는데 안내도가 제대로 갖춰지지 않아 헤매는 경우가 많았다. 이에 서울시에서는 2008년 7월 20일에 서울역 주변에 분산된 버스정류장을 서울역 앞 도로 중앙으로 통합하고, 이 버스정류장으로 지하철역 환승 통로를 신설 및 서울역에서 건너편 대우빌딩으로 건너갈 수 있는 횡단보도를 설치하는 공원형 대중교통 환승센터를 만들겠다고 발표했다. 완공은 1년 뒤인 2009년 7월 25일에 되었다.

## 연혁
- 2008년 7월 20일 : 서울시에서 서울역 주변 버스정류장을 통합해 환승센터를 조성하기로 발표[2]
- 2009년 7월 25일 : 완공 및 영업 개시[3]

## 승강장
서울역 건물을 기준으로 가까운 순서대로 1번부터 7번까지 승강장 번호가 지정되어 있다. 단, 일부 노선은 여기로 노선을 이동하지 않아 기존 버스정류장이었던 지하철 서울역 3번 출구 쪽 구 YTN 건물에서 승차해야 한다.

### 1・2번 승강장
- 택시 전용 승차장

### 3번 승강장
용산, 마포, 공덕, 김포국제공항, 인천국제공항 방면으로 운행하는 시내버스가 정차한다.
- ● 지선버스 : 1711번, 7016번
- ● 공항버스 : 6001번, N6001번, N6002번

### 4번 승강장
용산, 구로, 금천, 광명, 시흥, 노량진, 과천, 안양, 의왕 방면으로 운행하는 시내버스가 정차한다.
- ● 간선버스 : 100번, 150번, 151번, 152번, 162번, 202번, 421번, 500번, 501번, 502번, 503번, 504번, 505번, 506번, 507번, 742번, 750A번, 750B번, 752번, N15번

### 5번 승강장
강남, 송파, 성남, 분당, 판교, 용인, 수원, 화성, 남양주, 덕정 방면으로 운행하는 시내버스가 정차한다.
- ● 지선버스 : 7011번, 7013A번, 7013B번
- ● 간선버스 : 104번, 401번, 402번, 406번, 463번, 604번, 701번, N16번, N30번
- ● 광역버스 : 9401번
- ● 경기도 직행좌석버스 : 1101번, 1150번, 5000A번, 5000B번, 5005번, 5007번, 5500-1번, 5500-2번, 7900번, 8100번, 9000번, 9000-1번, 9003번, 9007번, 9300번

### 6번 승강장
은평, 의정부, 송추, 구리, 고양(용두동), 중랑, 월계, 강동, 하남, 수원, 영통, 광교, 화성, 동탄, 영통 방면으로 운행하는 시내버스가 정차한다. 지하 서울역 9-1번 출구와 연결되어 있다. 일산방면 노선은 706번이 773번으로 녹번동까지 단축되어 더 이상 들어오지 않는다.
M버스 노선들과 8800번,9301번 노선은 바닥에 번호가 쓰여있다. 그 뒤로 줄을 선다.
- ● 지선버스 : 7017번, 7021번, 7022번, 7024번
- ● 간선버스 : 103번, 173번, 201번, 261번, 262번, 603번, 701번, 702A번, 702B번, 704번, 708번
- ● 경기도 직행좌석버스 : 1102번, 8800번, 9301번
- ● 국토교통부의 광역급행버스 : M4108번, M4130번, M4137번, M5107번, M5115번, M5121번

### 7번 승강장
한국은행, 시청 방면으로 운행하는 시내버스가 정차한다.
- ● 지선버스 : 1711번, 7016번
- ● 간선버스 : 100번, 150번, 151번, 152번, 162번, 500번, 501번, 502번, 504번, 506번, N15번

## 유의점
용산역, 한강대교 등을 경유하여 통일로, 서대문역, 독립문역이나 신촌방향으로 직행하는 노선 혹은 남대문시장 남편을 경유하여 중구청 및 충무로역 방향으로 가는 노선, 후암동 방향으로 들어가는 노선들은 4호선 서울역 12번 출구 인근에 있는 갈월동 정류장을 이용해야 한다. 이유는, 7번 승강장이 직진 차로(롯데백화점 본점, 을지로입구역, 북창동, 숭례문, 시청, 한국은행 본부, 남대문시장 북편 방면)를 이용하고, 회현역 및 퇴계로로 들어가는 방향과 비껴 있기 때문이다. 후암동으로 들어가는 일부 노선들은 서울역 건너편의 남대문경찰서 정류장을 이용한다. 서울스퀘어 가로변 정류장은 순환버스만 정차하는 정류장이었으나, 2017년 1월부터 퇴계로 진입 노선들이 추가로 정차한다.
염천교를 횡단하는 노선도 서울역버스환승센터의 구조 특성상 양방향 환승센터를 경유하지 않는다.

## 인근 교통 시설
- 서울역
  - 1호선·4호선 지하 서울역 (9-1번 출구)
  - KTX, 새마을호, 무궁화호 종착 경부선 서울역
  - 인천국제공항철도 서울역
  - 경의·중앙선 서울역
- 서울시티투어버스 정류장
- 수도권 광역급행철도 A노선

## 같이 보기
- 서울특별시의 시내버스

## 사진

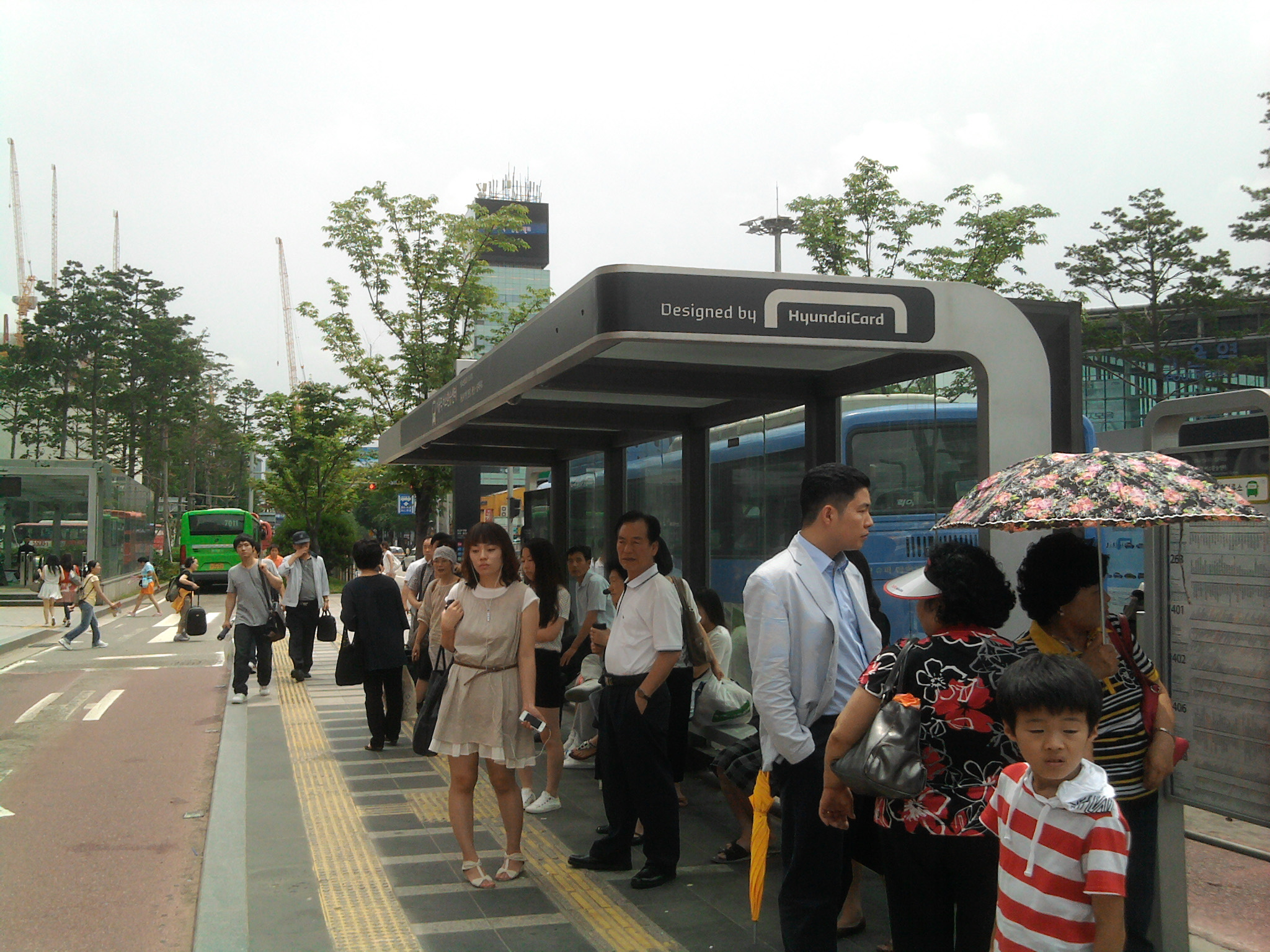
5번 승강장의 모습
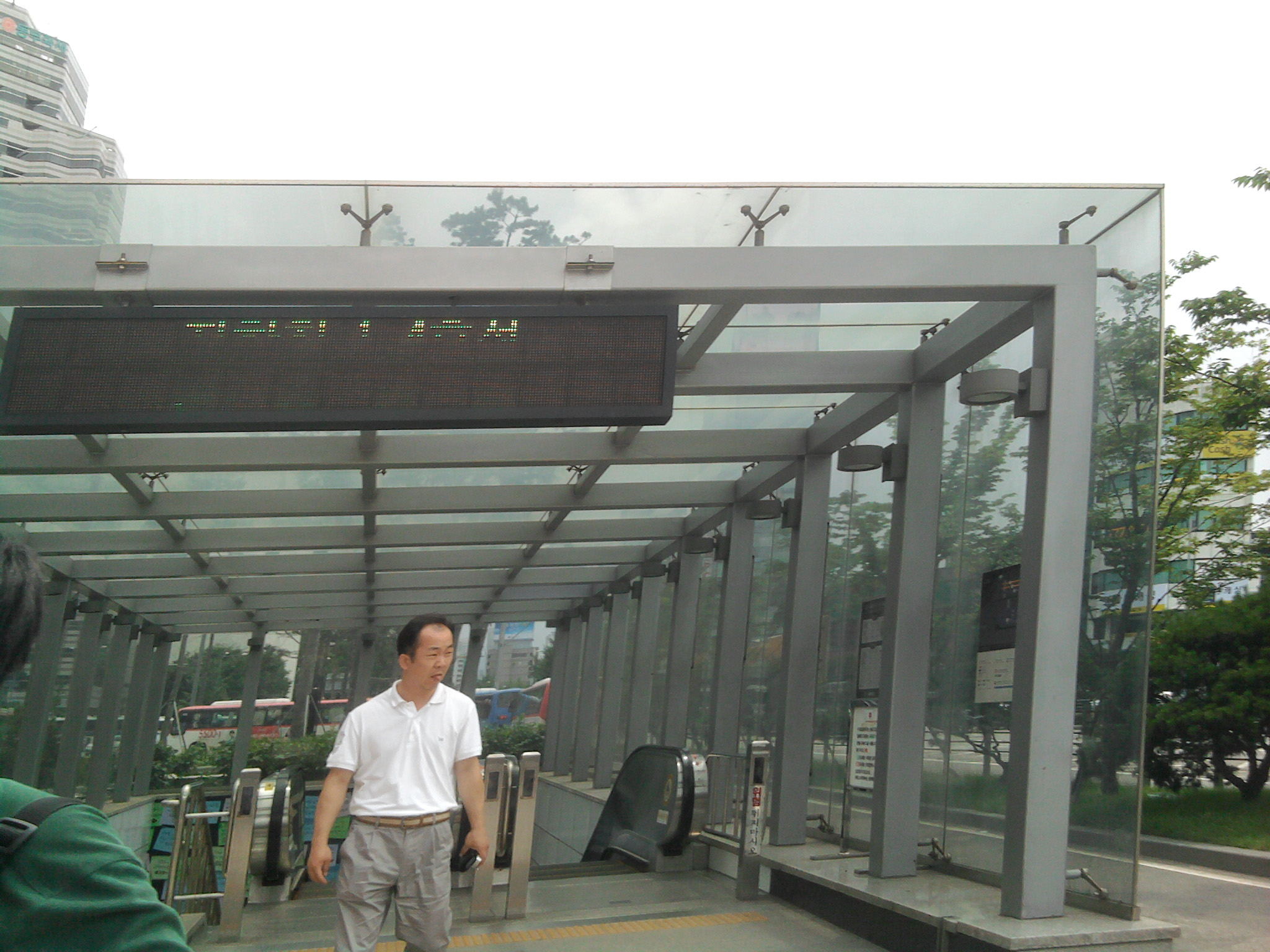
환승센터와 연결돼 있는 서울역 9-1번 출구의 모습
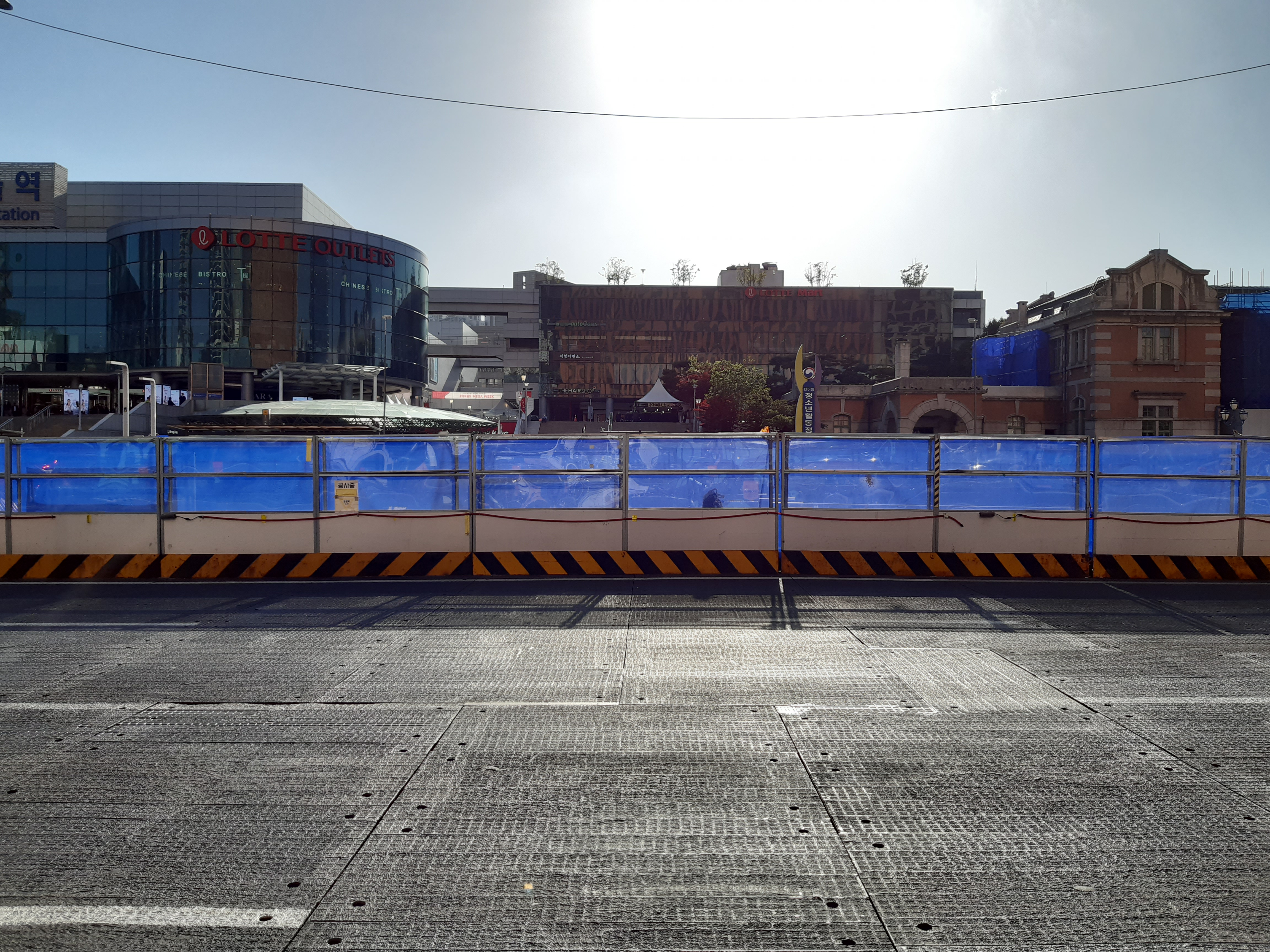
환승센터 근처 GTX-A 노선 공사중인 모습